# 西木康智
西木 康智（にしき やすのり、1985年7月10日 -　）は、日本の作曲家。神奈川県出身。

## 概要
東京音楽大学を卒業後、ゲーム会社のコナミに入社。『BEMANI』シリーズでは「Vivian」名義で楽曲を提供していた。メインコンポーザーを務めた『モンスター烈伝 オレカバトル』では全体で150曲ほどの楽曲を書いた。コナミ時代にはほかにクイズマジックアカデミーシリーズやウイニングイレブンシリーズにも参加していた。
2015年にフリーランスとして活動を開始。スクウェア・エニックスより発売されたゲーム『OCTOPATH TRAVELER』ではゲーム内の全てのBGMを担当した。

## 作品
ゲーム
- クイズマジックアカデミーシリーズ
- BEMANIシリーズ
- ウイニングイレブンシリーズ
- フロンティアゲート（PSP）
- モンスター烈伝 オレカバトル（アーケード）：音楽
- オトカ♥ドール（アーケード）
- Fate/EXTELLA（PS Vita、PS4）：ELISAによる主題歌 「ex:tella」作曲
- プリンセスコネクト! Re:Dive（スマートフォン）：一部音楽
- OCTOPATH TRAVELER（Switch、Xbox One、PC）：音楽
- OCTOPATH TRAVELER II（Switch、Xbox One、PS4、PS5、PC）：音楽
- ファイナルファンタジーVII リメイク（PS4）：一部音楽
- ファイナルファンタジーVII リバース（PS5）：一部音楽

ほか
アニメ
- オレカバトル：音楽
- GRANBLUE FANTASY The Animation：一部音楽
- アズールレーン：音楽

その他
- 『おかあさんといっしょ』内「ガラピコぷ〜」劇中曲
- 『おかあさんといっしょ』2022年5月の歌「くだものたろう」
- ALATA（舞台）
- 地球は放置してても育たない：音楽